# ムーダウ
ムーダウ (ドイツ語: Mudau) は、ドイツ連邦共和国バーデン＝ヴュルテンベルク州ネッカー＝オーデンヴァルト郡に属す町村（以下、本項では便宜上「町」と記述する）。

## 地理
ムーダウは、オーデンヴァルト南東部、ネッカー川とマイン川の間に位置する。町域は、森に覆われた地域から、南東部は穏やかな雑色砂岩高地であるバウラント地方に到る標高285mから576mに広がっている。
この付近は、多くの小川が湧出し、ネッカー川とマイン川の分水界となっている。ガーベルバッハ川、ムート川、シュタインベヒライン川はマイン川に、ライゼンバッハ川、トリエンツバッハ川、エルツ川はネッカー川に向かって流れる。
ムーダウはネッカータール＝オーデンヴァルト自然公園内に含まれる、州全域に知られた保養地である。
近隣の大都市に、フランクフルト・アム・マイン、ヴュルツブルク、ハイルブロン、ハイデルベルクがある。ネッカー＝オーデンヴァルトの郡庁所在地であるモースバッハまでは南に約20km、ブーヒェンまでは東に約10km、アモールバッハまでは北に約13km、それぞれ距離がある。

### 自治体の構成
ムーダウは、全部で9つの地区からなる。ドーネバッハ/ユングレート、メルシェンハルト/エルンストタール、ムーダウ、ルムプフェン、シャイデンタール、シュロッサウ/ヴァルダウアーバッハ、シュタインバッハである。

## 歴史

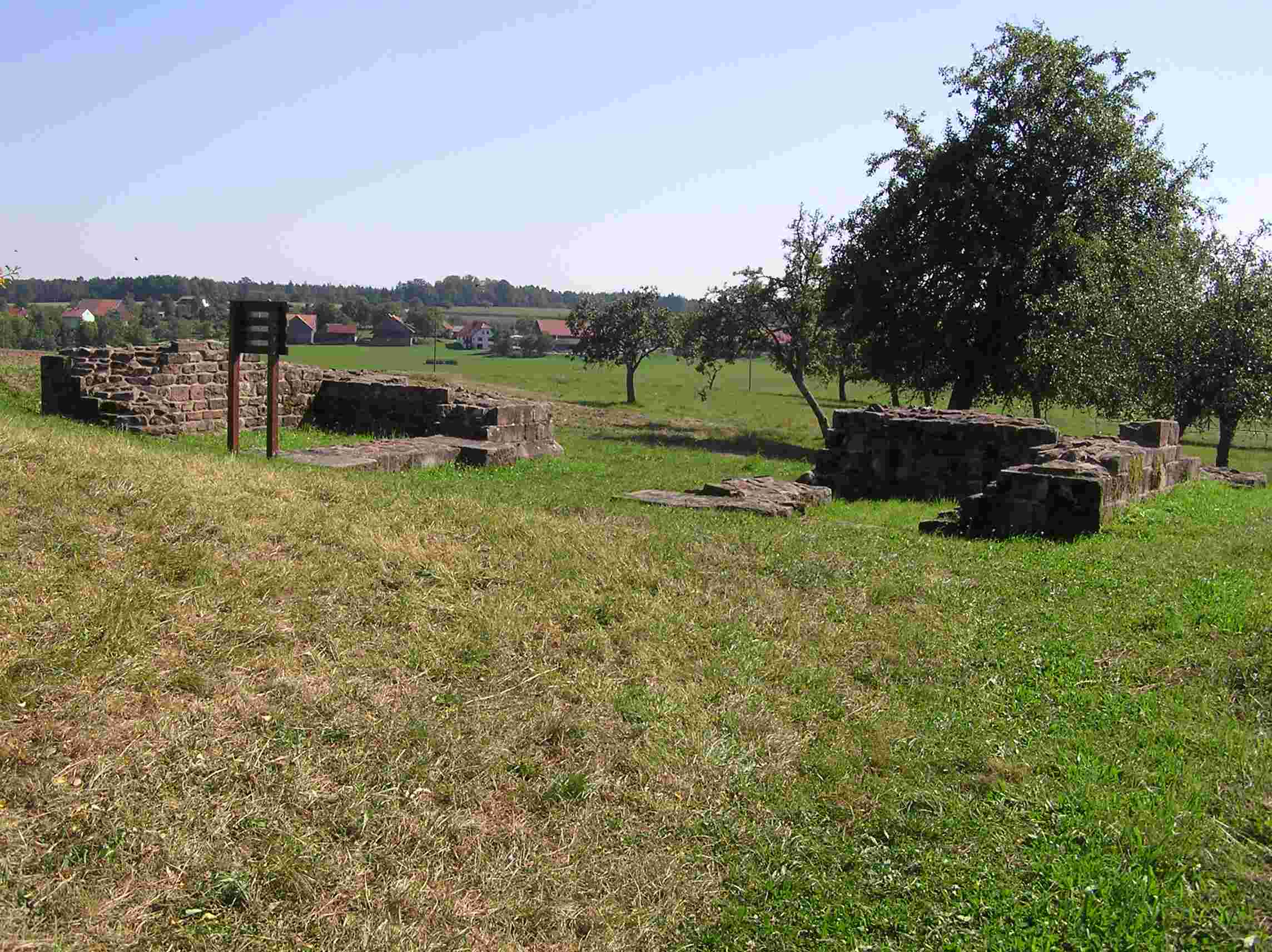
オーバーシャイデンタール城塞の遺跡

ローマ帝国時代（およそ98年から260年まで）、この地域は高地ゲルマニア属州に含まれていた。ネッカー＝オーデンヴァルト・リーメスの遺構を、シュロッサウ区やシャイデンタール区で見ることができる。ベネディクト会のアモールバッハ修道院は、中世盛期にアモールバッハの南側に広がる森に入植地を開拓した。これがこの町の起源である。12世紀からは、近隣のヴィルデンベルク城に拠ったデュルン家の代官がこの村を治めた。
領主権は1271年にマインツ大司教に売却された。ムーダウはムーダウ・ツェント（ツェントは、十分の一税の徴収管区を指す）の主邑となった。1426年には親教区のホラーバッハ教区から分離され、13の分教会を持つ独自の教会組織の中心地となった。1525年のドイツ農民戦争では、近隣のアモールバッハ修道院が略奪され、ヴィルデンベルク城が破壊された。三十年戦争の際には、ムーダウとその周辺地域を両陣営が行軍した。17世紀になると、ムーダウは数多くの年の市や家畜市が開催される重要な市場町となった。
世俗化により1803年に、短い間ではあるが、ムーダウはライニンゲン侯領となった。3年後に、ライン同盟によってこれが廃止されるとバーデン大公領に移された。1848年の3月革命で、ブーヒェンにあったライニンゲン侯の農園マリエンヘーエとエルンストタール区の会計局が焼失した。各村役場も攻撃された。1849年の大火では、ムーダウの2/3が焼け落ちた。

### 町村合併
1971年: メルシェンハルト
1973年: ルムプフェン
1974年: シャイデンタール、ランゲンエルツ、ドーネバッハ
1975年: ライゼンバッハ、シュロッサウ、ヴァルダウアーバッハ、シュタインバッハ

### 宗教
マインツ司教領であったことから、以前の住民は完全にカトリック教徒であった。現在は、カトリックが90%、プロテスタントが6%という構成になっている。ムーダウには2つのカトリック教会組織と1つのプロテスタント教会組織がある。この他に、自由教会の組織もある。

## 行政

### 議会
この町の議会は20議席からなる。

### 紋章
赤地に銀（白）の波斜め帯。その両側に6本スポークの銀（白）の輪。
波帯は、ムート川の水源地であることを象徴している。6本スポークの輪はマインツ大司教の紋章を示している。

## 経済と社会資本

### 交通

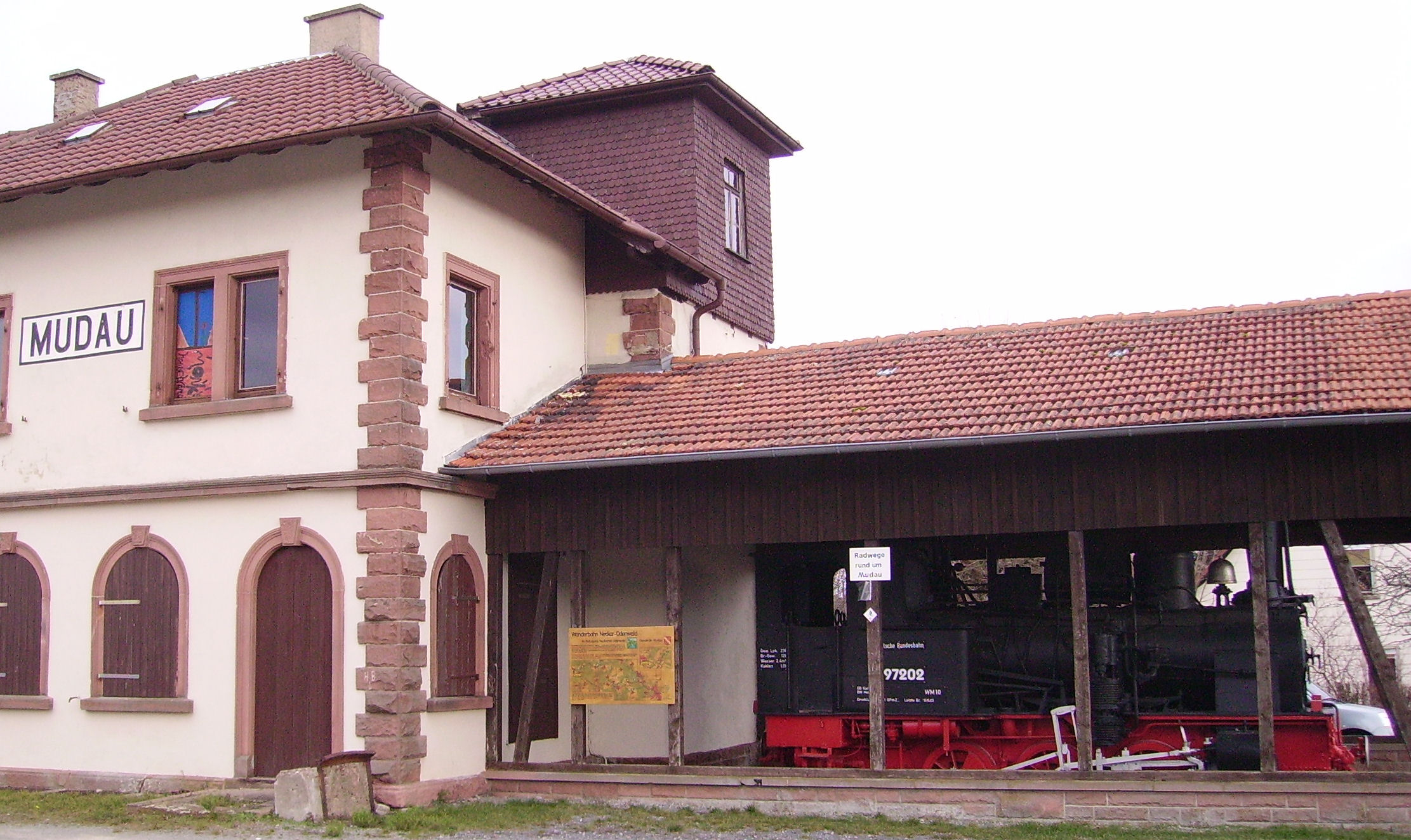
旧駅舎

ムーダウは、1905年から1973年まで、現在は廃線となっているモースバッハからの狭軌鉄道オーデンヴァルトエクスプレスの終着点であった。現在は、バス路線が、この町とライン＝ネッカーSバーンのエーバーバッハ駅とを結んでいる。

### 地元企業
ドーネバッハ区には、Deutschlandfunkが送信されているドイツ・テレコムAGのドーネバッハ長波送信所がある。

## 文化と見所
多くのネッカー＝オーデンヴァルト・リーメスの遺跡を有するシュロッサウ区のリーメス遊歩道。ネッカー＝オーデンヴァルト・リーメスは、ネッカー川沿いのバート・ヴィンプフェンから北にネッカーブルケン、シャイデンタール、シュロッサウを経由してヴォルト・アム・マインに到る。

### 建築
- リーメスのシュロッサウ城塞とシャイデンタール城塞
- シュタインバッハ区にある、リーメンシュナイダー工房の祭壇を持つ、1494年建造の聖ファイト・聖マルティン礼拝堂。
- ヴァイトライニンゲン城。1828年にヴィントゾール様式で建設され、現在は療養所として利用されている。
- ムーダウ旧町役場（1434年）
- カトリックのムーダウ教区教会（塔は1510年建造）
- バロック様式のムーダウ・マリア記念柱（1736年）
- ネオゴシック様式のシュロッサウ教区教会（1864年）

## 人物

### 出身者
アルトゥール・グリム（1883年 – 1948年）画家

## 引用
1. ↑  Statistisches Landesamt Baden-Württemberg – Bevölkerung nach Nationalität und Geschlecht am 31. Dezember 2023 (CSV-Datei)